# 安德瑞斯·修爾
安德瑞斯·修爾 （德語：Andreas Scholl，1967年11月10日—）是一位德國的古典音樂假聲男高音歌手。其專長於巴洛克音樂，他能演唱的音域十分寬廣。

## 外部連結
- The Andreas Scholl Society
- Decca Classics 修爾的錄音製作公司
- Kurz-Bio auf deutsch bei KlassikAkzente